# Signal Mountain (Tennessee)
Signal Mountain es un pueblo ubicado en el condado de Hamilton en el estado estadounidense de Tennessee. En el Censo de 2010 tenía una población de 7.554 habitantes y una densidad poblacional de 380,56 personas por km².

## Geografía
Signal Mountain se encuentra ubicado en las coordenadas 35°8′30″N 85°20′47″O / 35.14167, -85.34639. Según la Oficina del Censo de los Estados Unidos, Signal Mountain tiene una superficie total de 19.85 km², de la cual 19.84 km² corresponden a tierra firme y (0.04%) 0.01 km² es agua.

## Demografía
Según el censo de 2010, había 7.554 personas residiendo en Signal Mountain. La densidad de población era de 380,56 hab./km². De los 7.554 habitantes, Signal Mountain estaba compuesto por el 97.47% blancos, el 0.25% eran afroamericanos, el 0.13% eran amerindios, el 0.77% eran asiáticos, el 0.09% eran isleños del Pacífico, el 0.29% eran de otras razas y el 0.99% pertenecían a dos o más razas. Del total de la población el 1.59% eran hispanos o latinos de cualquier raza.